# Schloss Kallmünz

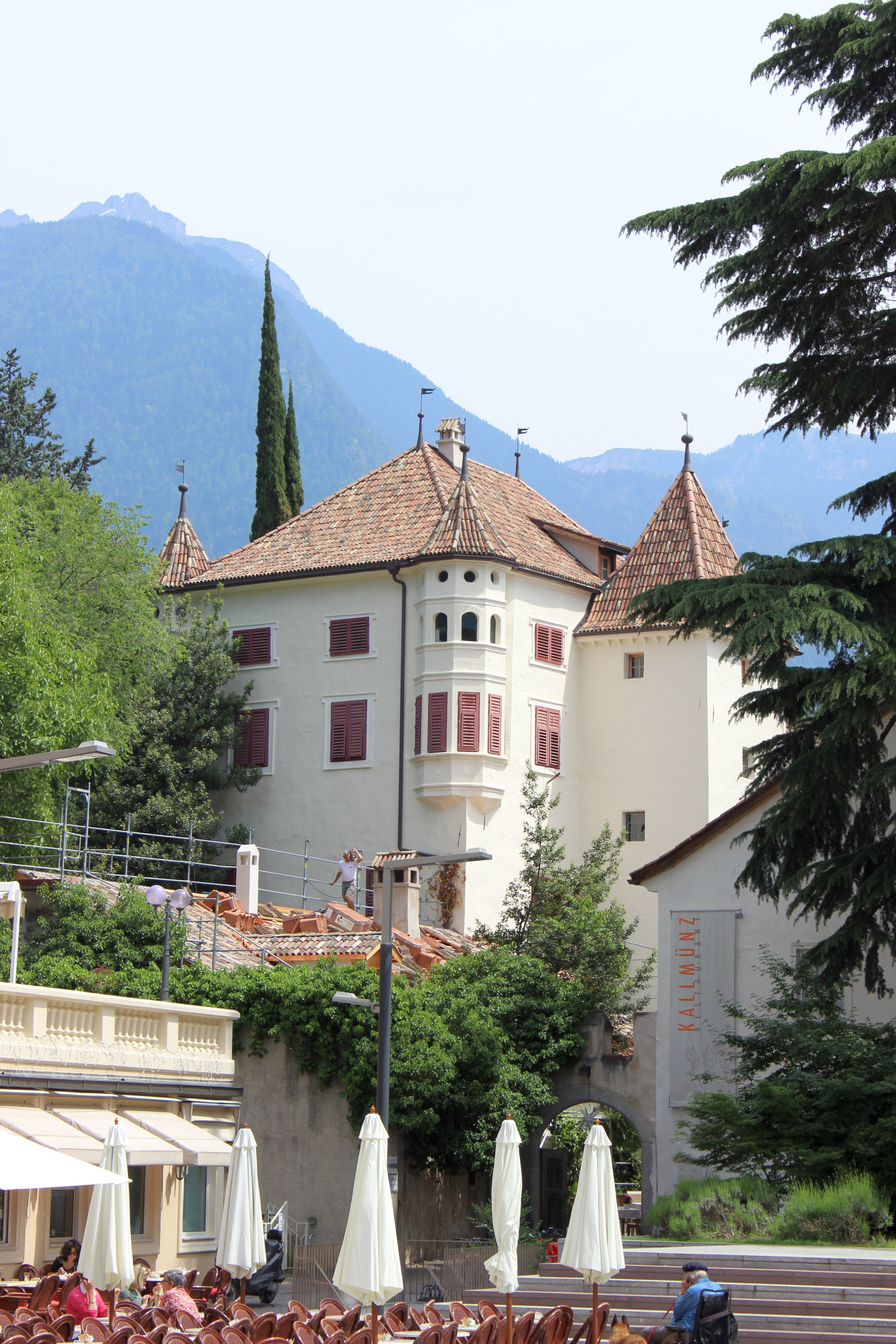
Schloss Kallmünz in Meran

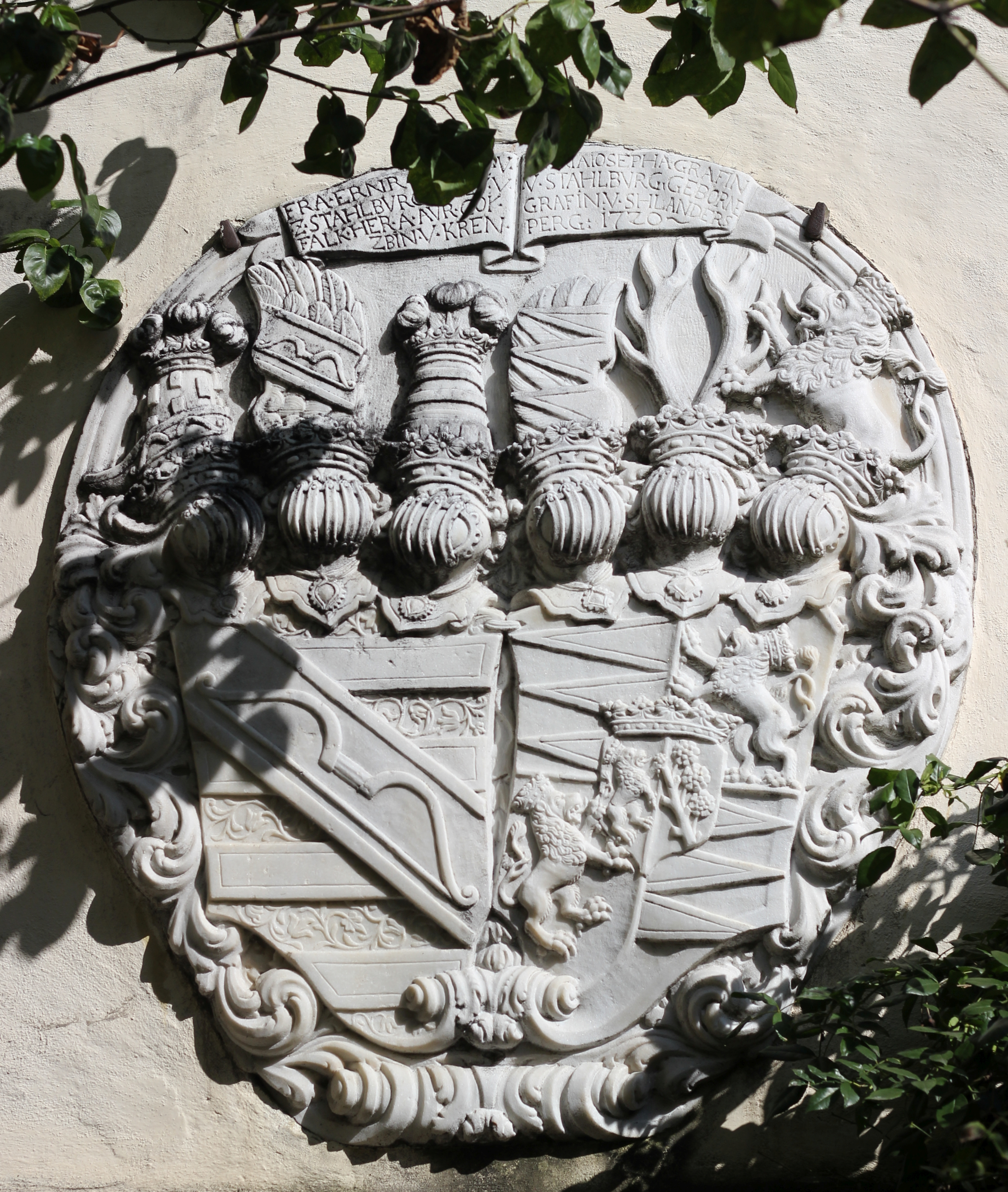
Allianzwappen

Schloss Kallmünz ist ein geschütztes Baudenkmal in Meran in Südtirol.

## Geschichte
Der Grund war früher ein Tiroler landesfürstliches Lehen und der Belehnte dem Kelleramt Meran zinspflichtig. Seinen Namen verdankt das Schloss Andrä Kalmüntzer, welcher sich in der ersten Hälfte des 15. Jahrhunderts in Meran niederließ. Dieser soll aus einem Regensburger Patriziergeschlecht stammen. Der Name könnte mit dem Oberpfälzer Kallmünz als Herkunftsort in Verbindung stehen. Am 2. Mai 1516 bestätigte Kaiser Maximilian I. in Pergine den Brüdern Andrä und Veit Kalmünzer den Adel und erteilte ihnen das Wappen mit dem Sperberfuß. In Meran erwarb Andrä Kalmüntzer das Bürgerrecht und wurde schließlich zum Bürgermeister gewählt. Er und seine Nachkommen wurden in den erblichen Adelsstand erhoben und führten das Adelsprädikat „von Kallmünz zum Kaltenbrunn“. Als letzter männliche Vertreter des Geschlechts erscheint Osias von Kallmüntzer, der 1604 starb. 1631 befand sich der Ansitz im Eigentum seines Schwiegersohnes Isaak Andreas von Heidenreich-Pidenegg, welcher Kallmünz sein heutiges Aussehen verlieh. 
1685 gelangte der Ansitz an Fortunant von Enzenberg, der ihn um 1690 an Dominikus Vigilius von Hohenhaus veräußerte. Dessen Witwe Katharina von Hohenhaus verkaufte den Besitz 1706 an die Familie von Stachelburg, die mit Johann Graf von Stachelburg 1809 im Mannesstamm erlosch. Seine einzige Tochter heiratete Alois von Schneeburg auf Kallmünz. Wiederum deren älteste Tochter Elisabeth von Schneeburg brachte das Schloss ihrem Mann Paul Freiherr von Giovanelli zu Gerstburg und Hörtenberg zu. 1978 ging das Schloss von einer Baronin Giovanelli auf Ernst Graf Khuen-Belasi und Edith von Mörl über. Kallmünz befindet sich bis heute in Privatbesitz. Am 16. April 1951 erfolgte die Unterschutzstellung.